# Історія квантової механіки

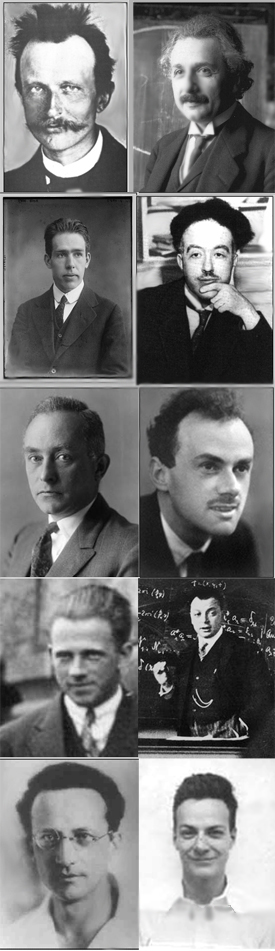
10 впливових діячів в історії квантової механіки. Зліва направо:
Макс Планк, Альберт Ейнштейн,
Нільс Бор, Луї де Бройль,
Макс Борн, Пол Дірак,
Вернер Гейзенберг, Вольфганг Паулі,
Ервін Шредінгер, Річард Фейнман.

Історія квантової механіки — фундаментальна частина історії сучасної фізики .
Історія квантової механіки переплітається з історією квантової хімії. Вона почалася з ряду наукових відкриттів: відкриття Майклом Фарадеєм катодних променів у 1838 році ; заява Густава Кірхгофа про проблему випромінювання чорних тіл взимку 1859–60рр.; пропозиція Людвіга Больцмана 1877 року про те, що енергетичні стани фізичної системи можуть бути дискретними ; відкриття фотоефекту Генріхом Герцем у 1887 р .; і квантову гіпотезу Макса Планка1900 року про те, що будь-яку енергетично випромінюючу атомну систему теоретично можна розділити на ряд дискретних «енергетичних елементів» ε , так що кожен з цих енергетичних елементів пропорційний частоті ν, з якою кожен з них окремо випромінюють енергію, Це визначається формулою:
{\displaystyle \varepsilon =h\nu \,}
де h — константа Планка, яка має числове значення.
У 1905 р Альберт Ейнштейн, щоб пояснити фотоефект, запропонував постулат, що саме світло складається з окремих квантових частинок. В 1926 р. Гілберт Н. Льюїс назвав ці частинки фотонами. Фотоелектричний ефект спостерігався при сяючому світлі певних довжин хвиль на певних матеріалах, таких як метали, що спричиняло викидання електронів з цих матеріалів лише в тому випадку, якщо квантова енергія світла була більшою за робочу функцію поверхні металу.
Фраза «квантова механіка» була придумана групою фізиків, включаючи Макса Борна, Вернера Гайзенберга та Вольфганга Паулі, в Геттінгенському університеті на початку 1920-х років. У наступні роки ця теоретична основа почала поступово застосовуватися до хімічної структури, реакційної здатності та зв'язку.

## Огляд

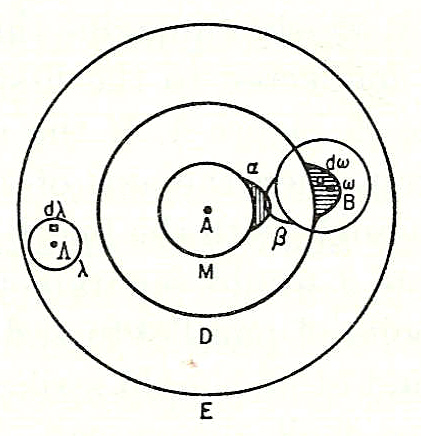
Діаграма Людвіга Больцмана про молекулу I _{2}, запропонована в 1898 р., Що показує атомну «чутливу область» (α, β) перекриття.

Людвіг Больцман в 1877 р. припустив, що енергетичні рівні фізичної систем можуть бути дискретними . Він був засновником Австрійського математичного товариства разом із математиками Густавом фон Ешеріхом та Емілем Мюллером . Обгрунтування Больцмана щодо наявності дискретних енергетичних рівнів у молекулах, таких як йод, походить від його статистичної термодинаміки та теорії статистичної механіки і підкріплюється математичними аргументами.
У 1900 р. Німецький фізик Макс Планк висунув ідею, що енергія квантується. Він вивів формулу спостережуваної частотної залежності енергії, що випромінюється чорним тілом, яка називається законом Планка. Його можна сформулювати так: {\displaystyle I(\nu ,T)={\frac {2h\nu ^{3}}{c^{2}}}{\frac {1}{e^{\frac {h\nu }{kT}}-1}},} де:
I (ν, T) — енергія за одиницю часу (або потужність), випромінювана на одиницю площі випромінюючої поверхні в нормальному напрямку на одиницю твердого кута на одиницю частоти чорним тілом при температурі T ;
h — постійна Планка ;
c — швидкість світла у вакуумі;
k — постійна Больцмана ;
ν (nu) — частота електромагнітного випромінювання; і
Т — температура тіла в кельвінах .
Якщо припустити, що {\displaystyle h\nu \gg kT}, можна отримати із закону Планка наближення Відня , .
В 1911—1913 рр. застосування квантової теорії Планка до електрона дозволило Штефану Прокопіу, а згодом Нільсу Бору в 1913 р. , обчислити магнітний момент електрона, який пізніше був названий « магнітоном» . Подібні квантові обчислення згодом стали можливими як для магнітних моментів протона, так і для нейтрона.
У 1905 році Альберт Ейнштейн пояснив фотоефект. Він висунув постулат, що світло, або все електромагнітне випромінювання, можна розділити на кінцеве число «квантів енергії», які є локалізованими точками у просторі.
Гілберт Н. Льюїс в 1926 році такі кванти енергії називали " фотонами ". Ідея, що кожен фотон повинен складатися з енергії з точки зору квантів, була чудовим досягненням; це також ефективно вирішило проблему випромінювання чорного тіла, що набуває нескінченної енергії, що відбулося теоретично, якщо світло пояснювати лише термінами хвиль. У 1913 році, використовуючи квантування, Бор пояснив спектральні лінії атома Гідрогену.Це він описав у своїй роботі « Про конституцію атомів і молекул» 1913 року. .

Зі зниженням температури пік кривої випромінювання чорного тіла зміщується на довші довжини хвиль, а також має меншу інтенсивність. Криві випромінювання чорного тіла (1862) зліва також порівнюються з ранньою, класичною граничною моделлю Релея та Джинса (1900), показаною праворуч. Короткохвильова сторона кривих була апроксимована в 1896 році законом розподілу Відня.

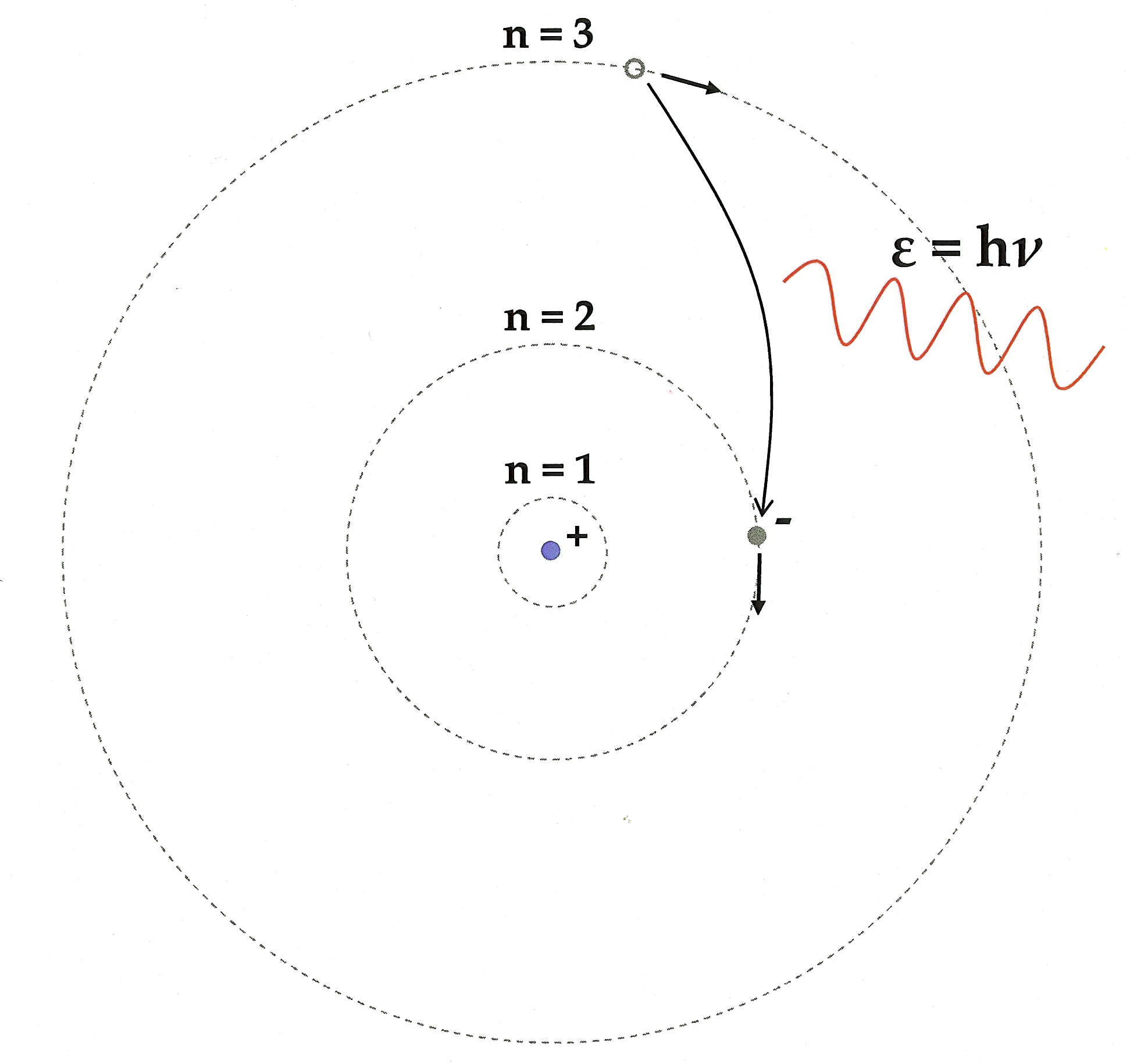
Квантова модель атома Нільса Бора 1913 р., Яка включала пояснення формули Йоганнеса Ридберга 1888 р., Квантову гіпотезу Макса Планка 1900 р., Тобто, що атомні енергетичні випромінювачі мають дискретні значення енергії (ε = hν), Дж. Дж. Модель сливового пудингу Томсона 1904 р., Постулат легких квантів Альберта Ейнштейна 1905 р. Та відкриття атомного ядра Ернестом Резерфордом 1907 р. Зверніть увагу, що електрон не рухається вздовж чорної лінії, випромінюючи фотон. Він стрибає, зникаючи з зовнішньої орбіти і з'являючись на внутрішній, і не може існувати в просторі між орбітами 2 і 3.

У 1923 році французький фізик Луї де Бройль висунув свою теорію речовинних хвиль Він заявив, що частинки можуть проявляти хвильові характеристики і навпаки. Ця теорія виведена із спеціальної теорії відносності . Сучасна квантова механіка, спираючись на підхід де Бройля, народилася в 1925 році, коли німецькі фізики Вернер Гейзенберг,Паскуаль Йордан та Макс Борн розробили матричну механіку. Австрійський фізик Ервін Шредінгер винайшов хвильову механіку та нерелятивістське Рівняння Шредінгера як наближення узагальненого випадку теорії де Бройля. Згодом Шредінгер показав, що два підходи рівнозначні.
В 1927 році Гейзенберг сформулював свій принцип невизначеності. В той же час почала формуватисякопенгагенська інтерпретація. Починаючи з 1927 року, Пол Дірак розпочав процес об'єднання квантової механіки зі спеціальною теорією відносності. Він запропонував рівняння Дірака для електрона . Рівнянням Дірака досягається релятивістський опис хвильової функції електрона. .Він також започаткував використання теорії операторів, включаючи впливові позначення брекет-систем. У той же період угорський багатозначник Джон фон Нейман сформулював сувору математичну основу квантової механіки як теорію лінійних операторів на просторах Гільберта.
Кквантову хіміїю започаткували фізики Уолтер Хайтлер та Фріц Лондон, коли опублікували дослідження ковалентного зв'язку молекули водню в 1927 році. Згодом квантова хімія розробляли багато вчених, включаючи американського хіміка-теоретика Лінуса Полінга з Caltech та Джона С. Слейтера в різних теоріях, такі як молекулярна орбітальна теорія або теорія валентності.
Починаючи з 1927 року, дослідники намагалися застосувати квантову механіку до полів, що призвело до квантових теорій полів У цій галузі працювали П. А. Дірак, В. Паулі, В. Вайскопф та П. Йордан . Дослідження завершилися формулюванням квантової електродинаміки Р. П. Фейнманом, Ф. Дайсоном, Дж. Швінгером та С. Томонага. Квантова електродинаміка описує квантову теорію позитронів, електронів та електромагнітного поля і послужила моделлю для подальших теорій квантового поля .

Діаграма Фейнмана глюонного випромінювання в квантовій хромодинаміці

Теорія квантової хромодинаміки була сформульована на початку 1960-х років. Сучасна теорія квантової хромодинаміки була сформульована Політцером, Гроссом та Вільчеком у 1975 році.
Фізики Глашоу, Вайнберг і Салам, спираючись на роботи Хіггса, Швінгера, і Голдстоуна, незалежно один від одного показали, що слабку ядерну силу та квантову електродинаміку можна об'єднати в єдину електрослабку силу. За що в 1979 р. вони отримали Нобелівську премію з фізики .

## Засновницькі експерименти
- Експеримент Томаса Янга з подвійною щілиною, що демонструє хвильову природу світла. (близько 1801 р.)
- Анрі Беккерель виявляє радіоактивність . (1896)
- Експерименти на електронно- променевій трубці Дж. Дж. Томсона (виявляє електрон та його негативний заряд). (1897)
- Вивчення випромінювання чорного тіла між 1850 і 1900 роками, яке неможливо пояснити без квантових концепцій.
- Фотоелектричний ефект : Ейнштейн пояснив це в 1905 році (а згодом отримав за це Нобелівську премію), використовуючи концепцію фотонів, частинок світла з квантованою енергією.
- Експеримент Роберта Міллікана з падінням олії, який показав, що електричний заряд виникає як кванти (цілі одиниці). (1909)
- Експеримент із золотою фольгою Ернеста Резерфорда спростував сливову пудингову модель атома, яка припустила, що маса і позитивний заряд атома розподілені майже рівномірно. Це призвело до планетарної моделі атома (1911).
- Експеримент зіткнення електронів Джеймса Франка та Густава Герца показує, що поглинання енергії атомами ртуті квантоване. (1914)
- Отто Штерн та Вальтер Герлах проводять експеримент Штерна-Герлаха, який демонструє квантовану природу спіну частинок. (1920)
- Клінтон Девіссон і Лестер Гермер демонструють хвильову природу електрона[6] в експерименті з дифракції електронів . (1927)
- Клайд Л. Кован та Фредерік Рейнс підтверджують існування нейтрино в експерименті з нейтрино . (1955)
- Подвійний щілинний експеримент Клауса Йонсона з електронами. (1961)
- Ефект Квантового залу, відкритий у 1980 році Клаусом фон Клітцінгом . Квантована версія ефекту Холла дозволила визначити новий практичний стандарт електричного опору та надзвичайно точне незалежне визначення константи тонкої структури .
- Експериментальна перевірка квантової заплутаності Джона Клаузера та Стюарта Фрідмена . (1972)
- Експеримент з інтерферометром Маха — Зендера, проведений Полом Квят, Гарольдом Віенфуртером, Томасом Херцогом, Антоном Цайлінгером та Марком Касевичем, забезпечуючи експериментальну перевірку випробувача бомб Елітцура — Вайдмана, що підтверджує можливість вимірювання без взаємодії . (1994)

## Подальше читання
- Bacciagaluppi, Guido; Valentini, Antony (2009), Quantum theory at the crossroads: reconsidering the 1927 Solvay conference, Cambridge, UK: Cambridge University Press, с. 9184, arXiv:quant-ph/0609184, Bibcode:2006quant.ph..9184B, ISBN 978-0-521-81421-8, OCLC 227191829Bacciagaluppi, Guido; Valentini, Antony (2009), Quantum theory at the crossroads: reconsidering the 1927 Solvay conference, Cambridge, UK: Cambridge University Press, с. 9184, arXiv:quant-ph/0609184, Bibcode:2006quant.ph..9184B, ISBN 978-0-521-81421-8, OCLC 227191829 Bacciagaluppi, Guido; Valentini, Antony (2009), Quantum theory at the crossroads: reconsidering the 1927 Solvay conference, Cambridge, UK: Cambridge University Press, с. 9184, arXiv:quant-ph/0609184, Bibcode:2006quant.ph..9184B, ISBN 978-0-521-81421-8, OCLC 227191829
- Bernstein, Jeremy (2009), Quantum Leaps, Cambridge, Massachusetts: Belknap Press of Harvard University Press, ISBN 978-0-674-03541-6, архів оригіналу за 15 квітня 2021, процитовано 12 листопада 2020Bernstein, Jeremy (2009), Quantum Leaps, Cambridge, Massachusetts: Belknap Press of Harvard University Press, ISBN 978-0-674-03541-6, архів оригіналу за 15 квітня 2021, процитовано 12 листопада 2020
- Cramer, JG (2015). The Quantum Handshake: Entanglement, Nonlocality and Transactions. Springer Verlag. ISBN 978-3-319-24642-0.Cramer, JG (2015). The Quantum Handshake: Entanglement, Nonlocality and Transactions. Springer Verlag. ISBN 978-3-319-24642-0. Cramer, JG (2015). The Quantum Handshake: Entanglement, Nonlocality and Transactions. Springer Verlag. ISBN 978-3-319-24642-0.
- Грінбергер, Даніель, Гентшель, Клаус, Вайнерт, Фрідель (Ред.) Збірник квантової фізики [Архівовано 28 жовтня 2020 у Wayback Machine.] . Концепції, експерименти, історія та філософія, Нью-Йорк: Спрінгер, 2009.ISBN 978-3-540-70626-7 .
- Jammer, Max (1966), The conceptual development of quantum mechanics, New York: McGraw-Hill, OCLC 534562
- Jammer, Max (1974), The philosophy of quantum mechanics: The interpretations of quantum mechanics in historical perspective, New York: Wiley, ISBN 0-471-43958-4, OCLC 969760Jammer, Max (1974), The philosophy of quantum mechanics: The interpretations of quantum mechanics in historical perspective, New York: Wiley, ISBN 0-471-43958-4, OCLC 969760 Jammer, Max (1974), The philosophy of quantum mechanics: The interpretations of quantum mechanics in historical perspective, New York: Wiley, ISBN 0-471-43958-4, OCLC 969760
- Ф. Байєн, М. Флато, К. Фронсдаль, А. Ліхнерович і Д. Штернхаймер, теорія деформації та квантування I та II, Енн. Фіз. (Нью-Йорк) , 111 (1978) с. 61–151.
- Д. Коен, Вступ до космосу Гільберта та квантової логіки, Спрінгер-Верлаг, 1989. Це ґрунтовний та добре проілюстрований вступ.
- Finkelstein, D. (1969), Matter, Space and Logic, Boston Studies in the Philosophy of Science, т. V, с. 1969, doi:10.1007/978-94-010-3381-7_4, ISBN 978-94-010-3383-1.Finkelstein, D. (1969), Matter, Space and Logic, Boston Studies in the Philosophy of Science, т. V, с. 1969, doi:10.1007/978-94-010-3381-7_4, ISBN 978-94-010-3383-1. Finkelstein, D. (1969), Matter, Space and Logic, Boston Studies in the Philosophy of Science, т. V, с. 1969, doi:10.1007/978-94-010-3381-7_4, ISBN 978-94-010-3383-1.
- А. Глісон. Заходи щодо закритих підпросторів простору Гільберта, Журнал математики та механіки, 1957.
- Р. Кадісон. Ізометрії алгебр операторів, Аннали математики, вип. 54, стор. 325–38, 1951
- Г. Людвіг. Основи квантової механіки, Спрінгер-Верлаг, 1983.
- Г. Маккі. Математичні основи квантової механіки, В. А. Бенджамін, 1963 (передрук у м'якій обкладинці, Довер, 2004).
- Р. Омнес. Розуміння квантової механіки, Прінстонський університетський прес, 1999. (Обговорює логічні та філософські проблеми квантової механіки з пильною увагою до історії предмета).
- Н. Папаніколау. Формальні міркування про квантові системи: огляд, ACM SIGACT News, 36 (3), pp. 51–66, 2005.
- К. Пірон. Основи квантової фізики, В. А. Бенджамін, 1976.
- Герман Вейль. Теорія груп та квантова механіка, Публікації Дувра, 1950.
- А. Вітакер. Новий квантовий вік: від теореми Белла до квантових обчислень і телепортації, Оксфордський університет, 2011,ISBN 978-0-19-958913-5
- Стівен Хокінг. Мрії, з яких створено те, що працює, 2011,ISBN 978-0-76-243434-3
- А. Дуглас Стоун. Ейнштейн і квант, пошуки доблесного швабського, Прінстонська університетська преса, 2006.
- Річард П. Фейнман. QED: Дивна теорія світла та матерії . Прінстонська університетська преса, 2006. Друк.